# Плюсковская волость
Плю́сковская волость — административно-территориальная единица в составе Почепского уезда Брянской губернии, существовавшая в 1924—1929 годах.
Центр — село Плюсково.

## История
Волость образована в 1924 году на основе Юровской волости, с прибавлением частей Уручьенской и Усохской волостей расформированного Трубчевского уезда, переданных в Почепский уезд.
В 1929 году, с введением районного деления, волость была упразднена, а её территория разделена между Трубчевским районом Брянского округа и Почепским районом Клинцовского округа Западной области (ныне в составе Брянской области).

## Административное деление
По состоянию на 1 января 1928 года, Плюсковская волость включала в себя следующие сельсоветы: Выползовский, Гнилёвский, Голубчанский, Комягинский, Копылинский, Ложковский, Любожичский, Милеченский, Осиновский, Петровский, Плюсковский, Рябчёвский, Фомчинский, Юровский.